# Lampona cylindrata
Espèce
Synonymes
- Latona cylindrata L. Koch, 1866
- Lampona obscoena L. Koch, 1873
- Lampona cylindrata herculanea Dalmas, 1917
- Lampona pseudocylindrata Strand, 1922

Lampona cylindrata est une espèce d'araignées aranéomorphes de la famille des Lamponidae.

## Distribution
Cette espèce se rencontre en Australie dans le Sud du Queensland, en Nouvelle-Galles du Sud, au Victoria, en Tasmanie, en Australie-Méridionale et dans le Sud de l'Australie-Occidentale ; elle a été introduite en Nouvelle-Zélande sur l'île du Sud,.

## Description

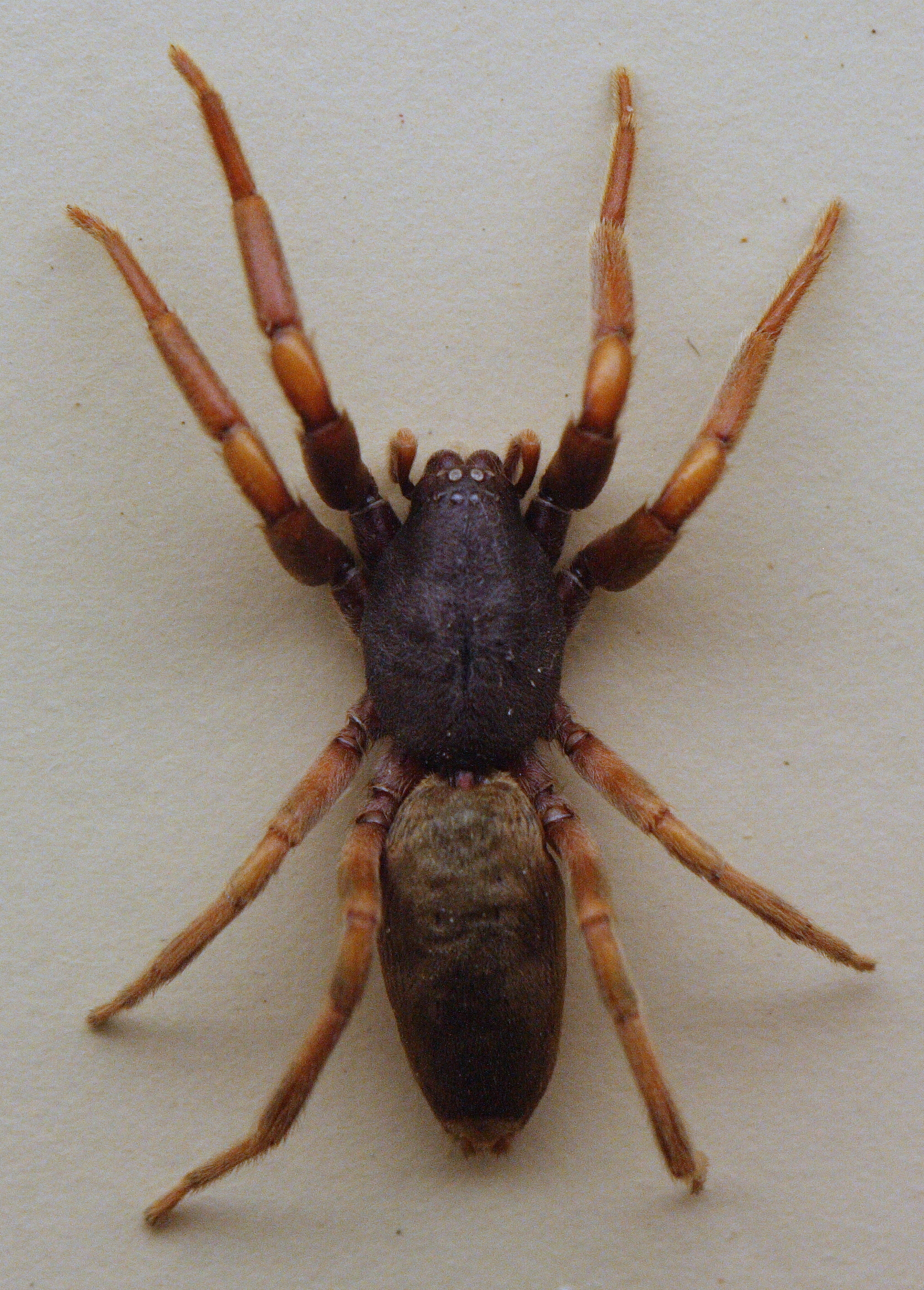
Lampona cylindrata ♀

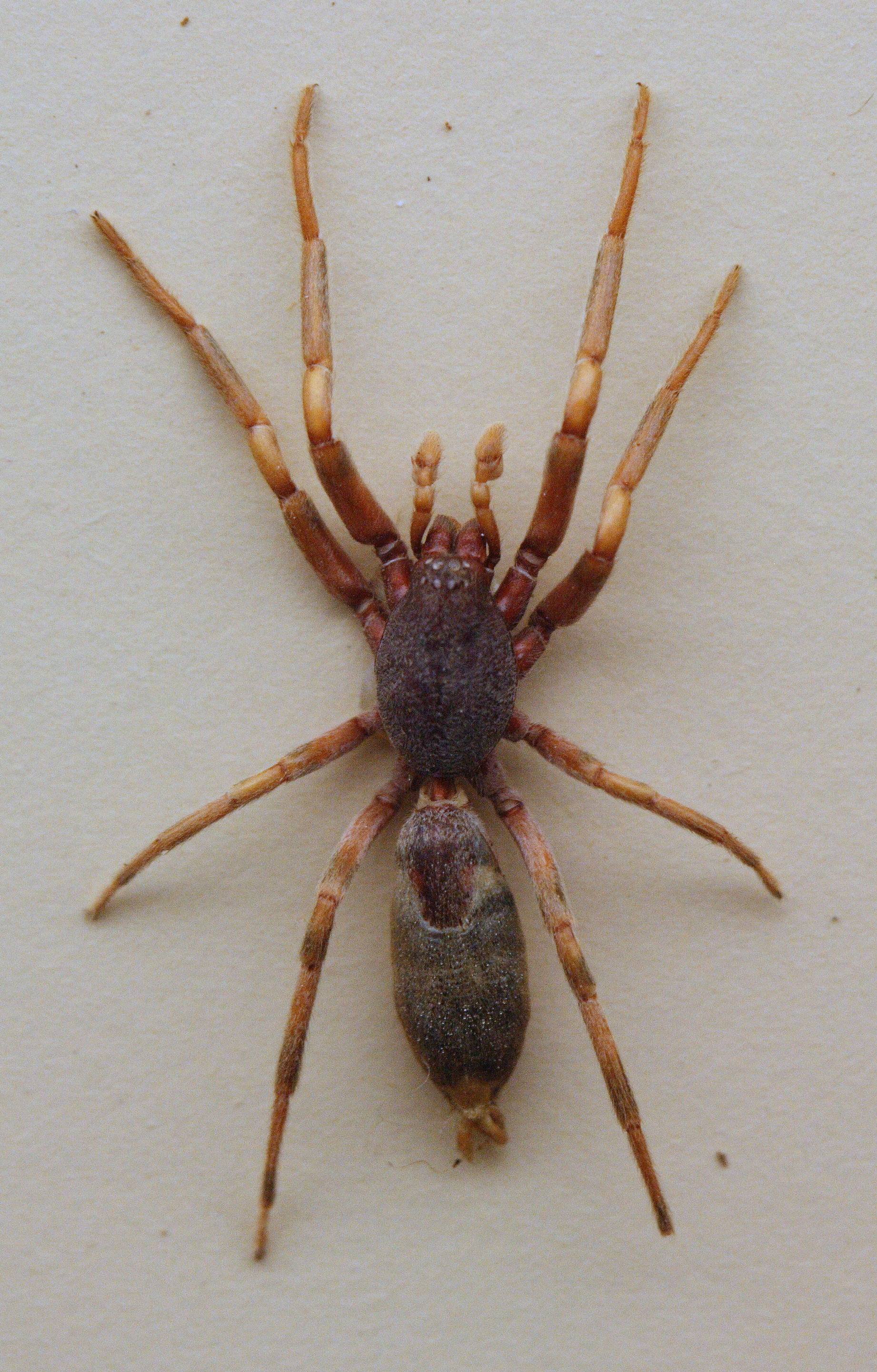
Lampona cylindrata ♂

Le mâle décrit par Platnick en 2000 mesure 12,3 mm et la femelle 17,0 mm.

## Publication originale
- L. Koch, 1866 : Die Arachniden-Familie der Drassiden. Nürnberg, Hefte 1-6, p. 1-304.